# Parácrino
Parácrino se refere a um hormônio, produzido por uma célula, que age sobre células vizinhas a ela. O sinal parácrino atinge um conjunto de células adjacentes com uma grande concentração de hormônios sem comprometer outras células do corpo com uma possível toxicidade ou com relações de agonismo ou antagonismo prejudiciais. Muitas células do sistema neuroendócrino difuso produzem esse tipo de secreção.
Um exemplo é o fator de crescimento fibroblástico (FCF), responsável pela proliferação e diferenciação de fibroblastos (células produtoras de colágeno tipo 1 e substância fundamental amorfa) no organismo.